# Rapperswil BE
| BE ist das Kürzel für den Kanton Bern in der Schweiz. Es wird verwendet, um Verwechslungen mit anderen Einträgen des Namens Rapperswil zu vermeiden. |

Rapperswil ist eine politische Gemeinde im Verwaltungskreis Seeland des Kantons Bern in der Schweiz.

## Geographie

### Übersicht
Die Gemeinde Rapperswil liegt im Schweizer Mittelland, am Rand des Berner Seelands und in der Mitte zwischen den Städten Biel (im Nordwesten), Solothurn (im Nordosten) und Bern (im Süden), von denen sie jeweils rund 20–25 Minuten Fahrzeit entfernt ist. Die Gemeinde erstreckt sich auf einer leicht gegen Norden einfallenden Hochfläche des Rapperswiler Plateaus zwischen den Senken von Limpachtal im Norden und Lyssbach im Süden.
Die Fläche des 18,2 km² grossen Gemeindegebiets umfasst einen Abschnitt des zentralen Berner Mittellandes. Der Hauptteil des Gemeindeareals liegt auf dem Rapperswiler Plateau, einem Molassehügelland, das durch den eiszeitlichen Rhonegletscher überformt und mit Moränenablagerungen bedeckt wurde. Auf dem Plateau, das leicht gegen Nordnordwesten geneigt ist, wechseln sich Acker- und Wiesland mit grösseren Waldflächen (Hardwald, Buechwald) ab. Entwässert wird das Plateau durch mehrere Quellbäche des Limpachs. Der Hohschwerzibach, der Wilbach und der Bach aus dem Buechwald vereinigen sich bei der Ziegelei Rapperswil, um danach nordwärts durch das Islentäli ins Limpachtal zu fliessen.
Nach Westen erstreckt sich der Gemeindeboden bis in das Hauenbühl (536 m ü. M.), nach Norden auf die Höhen von Oberholz (533 m ü. M.), Gsteig (540 m ü. M.), Chrützholz (535 m ü. M.) und Freiholz (556 m ü. M.), nach Osten auf die Hochfläche des Holzachers (573 m ü. M.). Den südlichen Abschluss des Plateaus bilden die Waldhöhen von Äckenberg (614 m ü. M.) und Oberholz (mit 623 m ü. M. die höchste Erhebung von Rapperswil). Südlich davon fällt die Hochfläche mit einem verhältnismässig steilen Hang zur Senke des Moossee- respektive Lyssbachtals ab, dessen nördliche Hälfte im Bereich zwischen Schüpfen und Münchenbuchsee ebenfalls noch zu Rapperswil gehört. Von der Gemeindefläche entfielen 1997 8 % auf Siedlungen, 29 % auf Wald und Gehölze und 63 % auf Landwirtschaft.

### Gemeindegliederung
Die Gemeinde Rapperswil besteht aus zwölf Ortschaften:
- Rapperswil (521 m ü. M.) im Einzugsgebiet des Wilbachs, zentraler Ort der Gemeinde, mit dem Weiler Habanger (515 m ü. M.) westlich des Wilbachs, 634 Einwohner
- Wierezwil (521 m ü. M.) auf dem Plateau westlich des Hardwaldes, mit dem Weiler Rüberi (523 m ü. M.), 155 Einwohner
- Frauchwil (503 m ü. M.) in der Talniederung des Hohschwerzibachs, 85 Einwohner
- Zimlisberg (527 m ü. M.) auf dem Plateau östlich des Islentälis, mit dem Weiler Holzhäusern (522 m ü. M.), 121 Einwohner
- Bittwil (552 m ü. M.) auf dem Plateau südlich des Limpachtals, 70 Einwohner
- Vogelsang (539 m ü. M.) in einer Rodungsinsel des Buechwaldes, 53 Einwohner
- Seewil (554 m ü. M.) auf dem Plateau zwischen Hardwald und Äckenberg, 205 Einwohner
- Dieterswil (562 m ü. M.) auf dem Plateau nördlich des Äckenberges, 254 Einwohner
- Moosaffoltern (584 m ü. M.) auf der Hochfläche südlich des Oberholzes, über dem Moosseetal, 88 Einwohner
- Lätti (540 m ü. M.) an der nördlichen Talflanke des Moosseetals, 480 Einwohner
- Ruppoldsried (490 m ü. M.) im Limpachtal, per 1. Januar 2013 eingemeindet, 259 Einwohner (2011)
- Bangerten (585 m ü. M.) auf einer Anhöhe nordöstlich des Oberholzes, per 1. Januar 2016 eingemeindet, 151 Einwohner (2014)

### Nachbargemeinden
Nachbargemeinden von Nordosten beginnend im Uhrzeigersinn sind das solothurnische Messen und die bernischen Gemeinden Jegenstorf, Iffwil, Zuzwil (BE), Deisswil bei Münchenbuchsee und Münchenbuchsee im Verwaltungskreis Bern-Mittelland sowie Schüpfen, Grossaffoltern und Wengi im Verwaltungskreis Seeland.

## Bevölkerung
Mit 2712 Einwohnern (Stand 31. Dezember 2023) gehört Rapperswil zu den mittelgrossen Gemeinden des Kantons Bern. Von den Bewohnern sind 95,4 % deutschsprachig, 1,4 % französischsprachig, und 0,7 % sprechen Albanisch (Stand 2000). Der Ausländeranteil beträgt 4,7 % (101 Einwohner) und liegt damit deutlich unter dem Durchschnitt des Kantons. 50,6 % der Einwohner sind männlich.
Die Bevölkerungszahl von Rapperswil belief sich 1850 auf 1987 Einwohner, 1900 noch auf 1681 Einwohner. Im Verlauf des 20. Jahrhunderts schwankte die Bevölkerungszahl stets im Bereich zwischen 1610 und 1780 Einwohnern. Seit 1980 (1718 Einwohner) wurde wieder eine deutliche Bevölkerungszunahme verzeichnet.
In den letzten Jahrzehnten hat sich das Dorf auch zu einer Wohngemeinde gewandelt. Viele Erwerbstätige sind deshalb Wegpendler, die hauptsächlich in der Agglomeration Bern arbeiten.

## Politik

### Legislative
Die Legislative der Gemeinde bildet die Gemeindeversammlung, also die Versammlung aller stimmberechtigten Einwohner. Die Gemeindeversammlung wird in der Regel zweimal pro Jahr einberufen.

### Exekutive
Der siebenköpfige Gemeinderat stellt die Exekutive der Gemeinde dar. Derzeit (2023) setzt sich der Gemeinderat aus Vertretern der SVP (3), der Vereinigung für Gemeindepolitik (VGP, 2), der SP (1) und einer Parteilosen zusammen. Gemeindepräsidentin ist Jolanda Streun (VGP).

### Nationale Wahlen
Bei der Nationalratswahl 2019 erreichten die Parteien folgende Wähleranteile: SVP 42,1 %, BDP 12,2 %, SP 11,3 %, GPS 9,6 %, FDP 6,9 %, glp 7,8 %, EVP 3,2 %, CVP 1,0 %, EDU 1,4 %, andere 3,3 %.
Die Wähleranteile bei der Nationalratswahl 2023: SVP 46,4 % (+4,2 %), SP 11,7 % (+0,4 %), Die Mitte 10,3 % (−3,0 %), glp 9,3 % (+1,5 %), Grüne 6,4 % (−3,0 %), FDP 5,5 % (−1,5 %), EVP 3,4 % (+0,2 %), EDU 2,6 % (+1,2 %), andere 4,2 % (+0,9 %).

### Wappen
In der heutigen Form tauchte das Gemeindewappen erstmals 1780 auf. Die Gemeindeversammlung legte 1943 fest, dass die untere Hälfte des Wappens rot statt schwarz sein soll.

## Geschichte

Luftbild (1950)

Das Gemeindegebiet von Rapperswil war schon sehr früh besiedelt. Zeugnisse der Anwesenheit des Menschen sind aus der Eisenzeit (Hügelgräber) und aus der Römerzeit (Votivstein, Ziegelfragmente und Grundmauern eines Wehrbaus) erhalten. Noch nicht genau datiert sind zwei Erdburgen, eine im Tal des Hohschwerzibachs und eine im Zambergwald bei Moosaffoltern.
Die Siedlungsnamen von Rapperswil und verschiedener umliegender Dörfer mit der Endung -wil deuten auf alemannische Gründungen aus der Zeit vom 8. bis 10. Jahrhundert hin. Die erste schriftliche Erwähnung von Rapperswil erfolgte 1241 unter dem Namen Raverswil. Später erschienen die Bezeichnungen Raphirswilere (1246), Rapherswilen (1257), Rapfirswile (1260), Raferswiler (1262), Rapherzwile (1342), Rappferswyll (1555), Rapperswyll (1560), Rapperswyl (1653) und Rapperswil (1861). Der Ortsname geht auf den althochdeutschen Personennamen Ratfrid oder Ratbrecht zurück und bedeutet demnach beim Gehöft des Ratfrid/Ratbrecht.
Im Mittelalter unterstand Rapperswil den Grafen von Kyburg, die ihre Rechte über das Gebiet 1263 an das Kloster Frienisberg verkauften. Grundbesitz auf dem heutigen Gemeindeboden hatten auch die Johanniterkommende Münchenbuchsee und das Zisterzienserinnenkloster Fraubrunnen inne. Unter Berner Herrschaft (seit der zweiten Hälfte des 14. Jahrhunderts) wurde Rapperswil der Landvogtei Frienisberg im Landgericht Zollikofen zugeordnet. Im Jahre 1505 wurde Rapperswil in den Status eines Freigerichts erhoben, was die Grundlage für die Entstehung des heutigen Gemeinwesens mit Rapperswil als Mittelpunkt und den dazugehörenden neun Dörfern und Weilern bildete.
Nach dem Zusammenbruch des Ancien Régime (1798) gehörte Rapperswil während der Helvetik zum Distrikt Zollikofen und ab 1803 zum Oberamt Aarberg, das mit der neuen Kantonsverfassung von 1831 zum Amtsbezirk Aarberg wurde. Seit dem 1. Januar 2010 gehört Rapperswil zum Verwaltungskreis Seeland (Sitz in Aarberg).
Per 1. Januar 2013 wurde die vormals unabhängige Gemeinde Ruppoldsried und per 1. Januar 2016 die vormals unabhängige Gemeinde Bangerten nach Rapperswil eingemeindet.

## Wirtschaft und Infrastruktur
Rapperswil war bis Mitte des 20. Jahrhunderts eine vorwiegend durch die Landwirtschaft geprägte Gemeinde. Noch heute haben der Ackerbau, der Obstbau, die Viehzucht und die Forstwirtschaft einen wichtigen Stellenwert in der Erwerbsstruktur der Bevölkerung. Auf dem Gebiet existieren rund 100 Landwirtschaftsbetriebe.
Zahlreiche weitere Arbeitsplätze sind im lokalen Kleingewerbe und im Dienstleistungssektor vorhanden. Wichtigster Arbeitgeber von Rapperswil ist die Ziegelei Louis Gasser AG, die 1858 gegründet wurde und eine grosse Ton- und Steingrube nördlich des Dorfes unterhält. Eine Gewerbezone hat sich bei Lätti nahe der Autobahn A6 entwickelt. In der Gemeinde sind heute Betriebe des Baugewerbes, der Elektrobranche, der Kommunikationstechnik, des Maschinenbaus, der Holzverarbeitung und des Transportwesens vertreten.
Seit 1903 ist Rapperswil Standort einer Sekundarschule.

## Verkehr
Die Gemeinde ist verkehrsmässig recht gut erschlossen. Sie liegt an der Kantonsstrasse von Münchenbuchsee nach Büren an der Aare. Der nächste Anschluss an die Autobahn A6 (Bern–Biel) befindet sich rund 3 km vom Ortskern Rapperswil entfernt. Durch einen Postautokurs, welcher die Strecke von Zollikofen via Büren an der Aare nach Solothurn bedient, ist Rapperswil an das Netz des öffentlichen Verkehrs angebunden. Auch ein Bahnhof ist in nur 5 Minuten Fahrzeit zu erreichen, dieser befindet sich in Schüpfen auf der Strecke Bern–Biel.

## Sehenswürdigkeiten

### Evangelisch-reformierte Kirche
Im Dorf Rapperswil steht die evangelisch-reformierte Kirche. Sie wurde in den Jahren 1860–1862 im Stil der Neugotik erbaut. Der eindrückliche, unter Denkmalschutz stehende Bau ist eine der seltenen neugotischen Landkirchen des Kantons Bern und von herausragender Bedeutung für das Ortsbild. Aufgrund ihrer Grösse und repräsentativen Erscheinung gilt die Kirche als das «Münster des Seelandes».

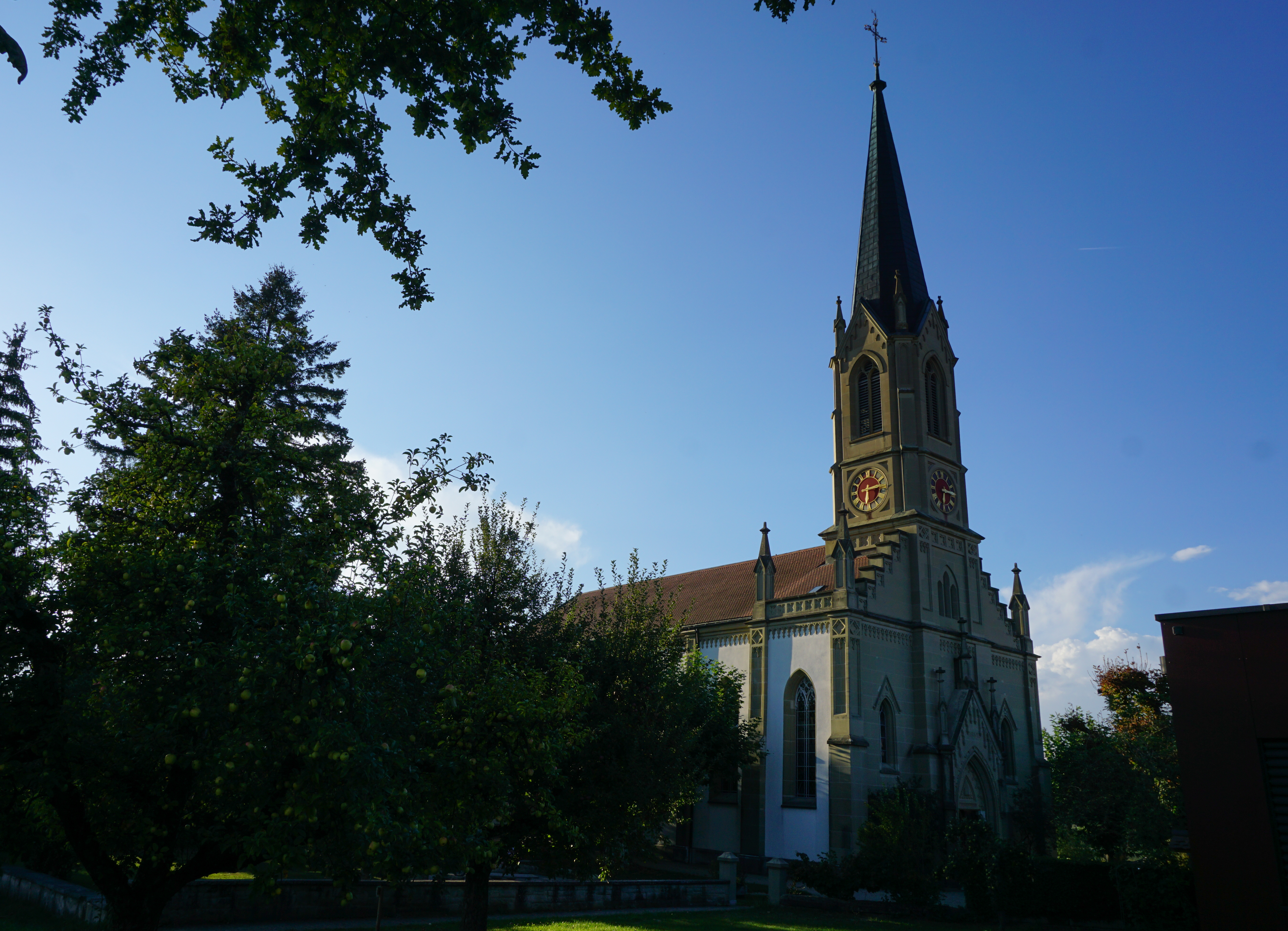
Kirche Rapperswil, Aussenansicht
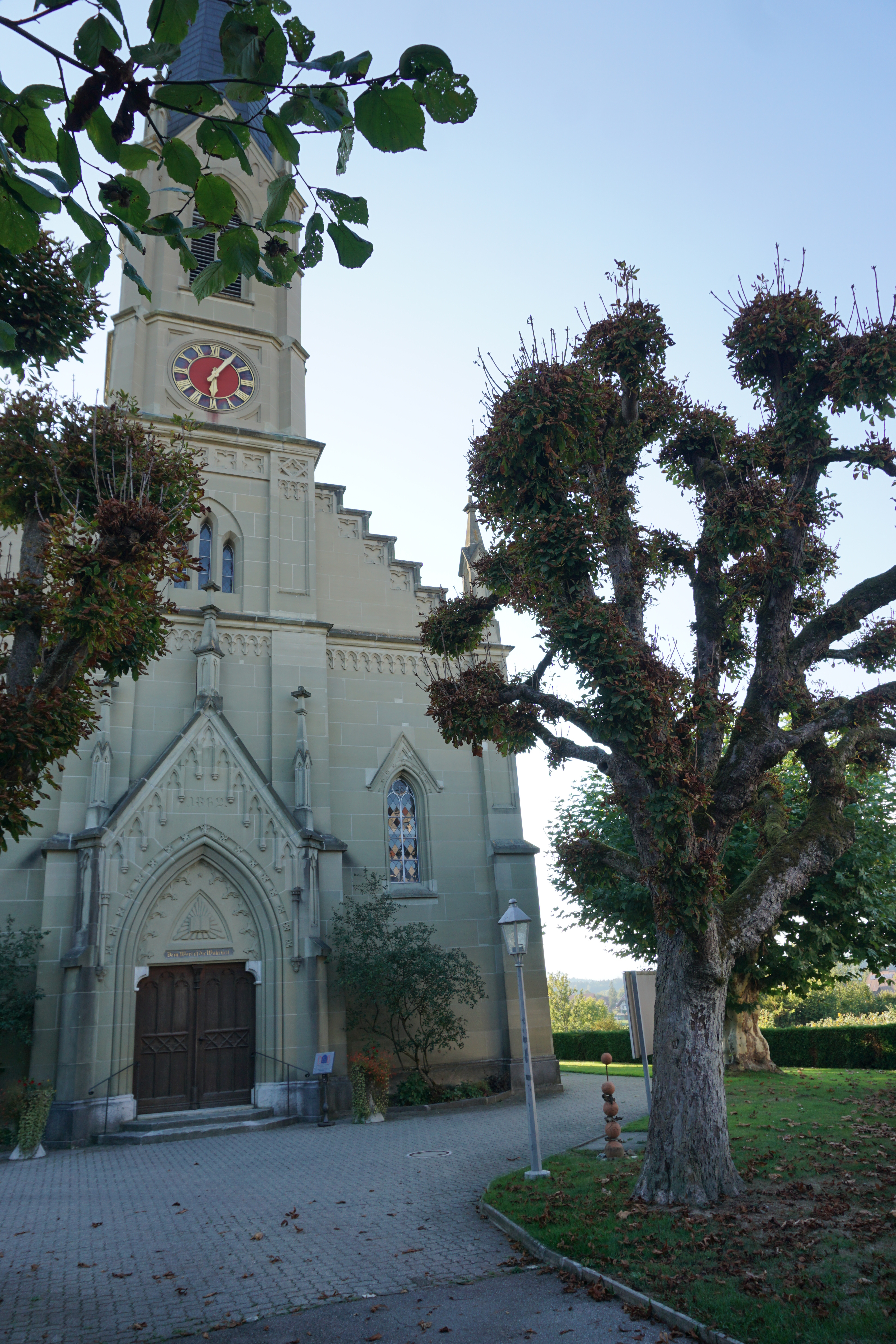
Kirche Rapperswil, Eingangsportal mit Inschrift «Dein Wort ist die Wahrheit» (Joh 17,17)
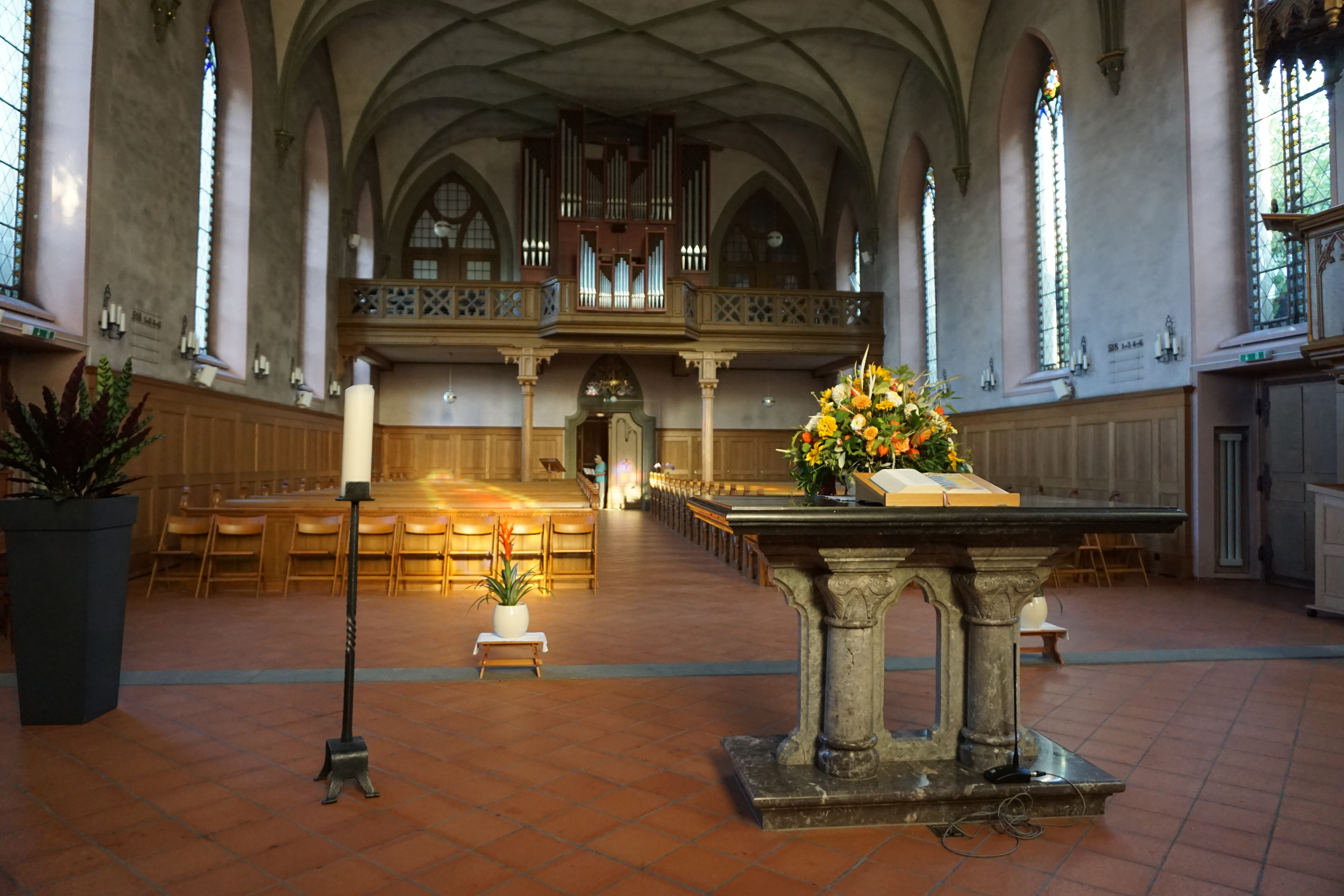
Kirche Rapperswil, Innenansicht (Blick Richtung Orgelempore)

### Ehemaliges Pfarrhaus
Das ehemalige Pfarrhaus stammt ursprünglich aus der Mitte des 16. Jahrhunderts und wurde später mehrfach umgestaltet. Eingelassen in einer Stützmauer im Garten befindet sich ein römischer Votivstein, der vermutlich Teil eines Sockels für eine Merkurstatue war.

### Bauernhäuser
In Rapperswil und in den umliegenden Dörfern und Weilern sind zahlreiche charakteristische Bauernhäuser im Berner Stil aus dem 17. bis 19. Jahrhundert erhalten.

## Fotos

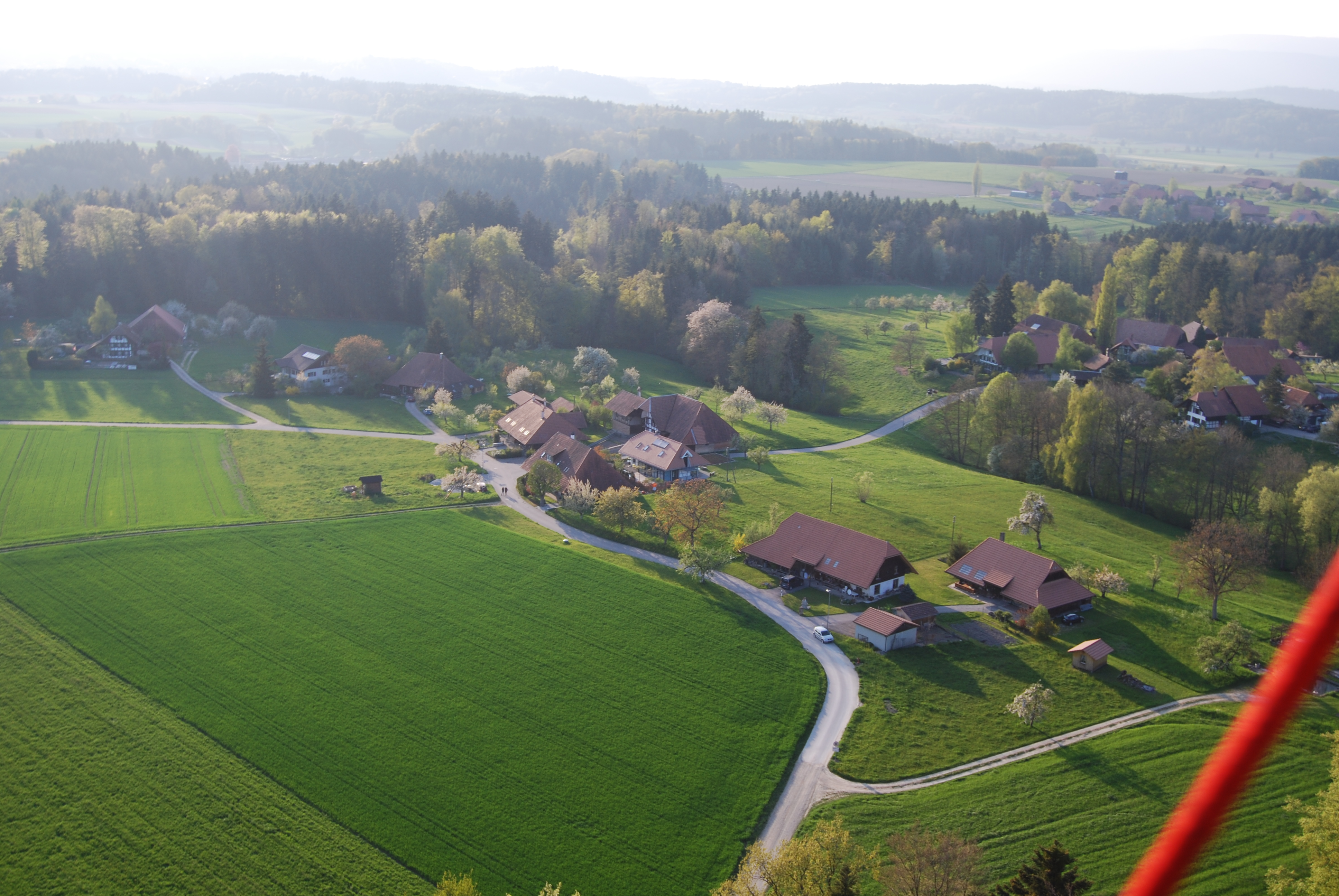
Aufnahme von Volgesang aus einem Ballon
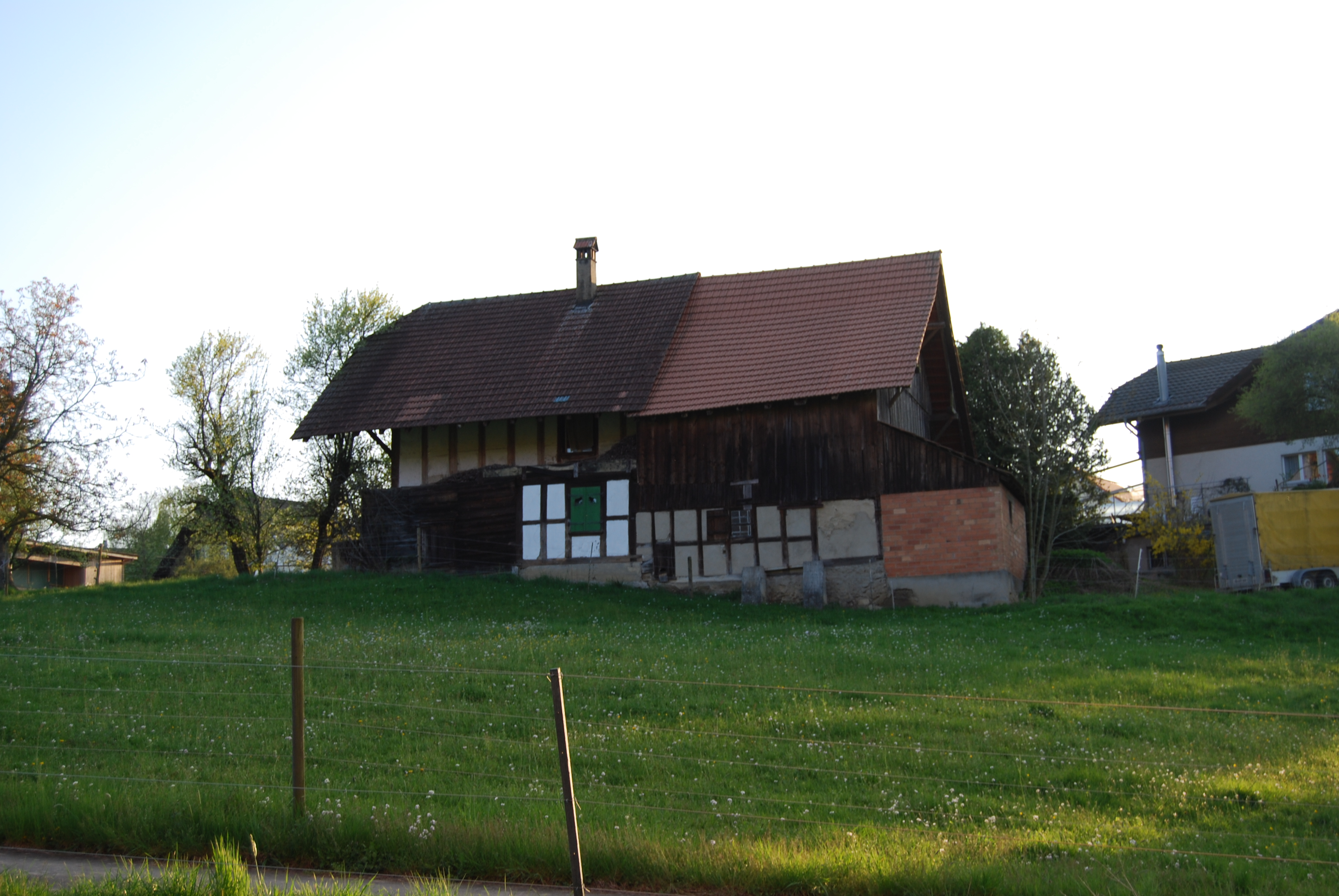
Bauernhaus in Vogelsang
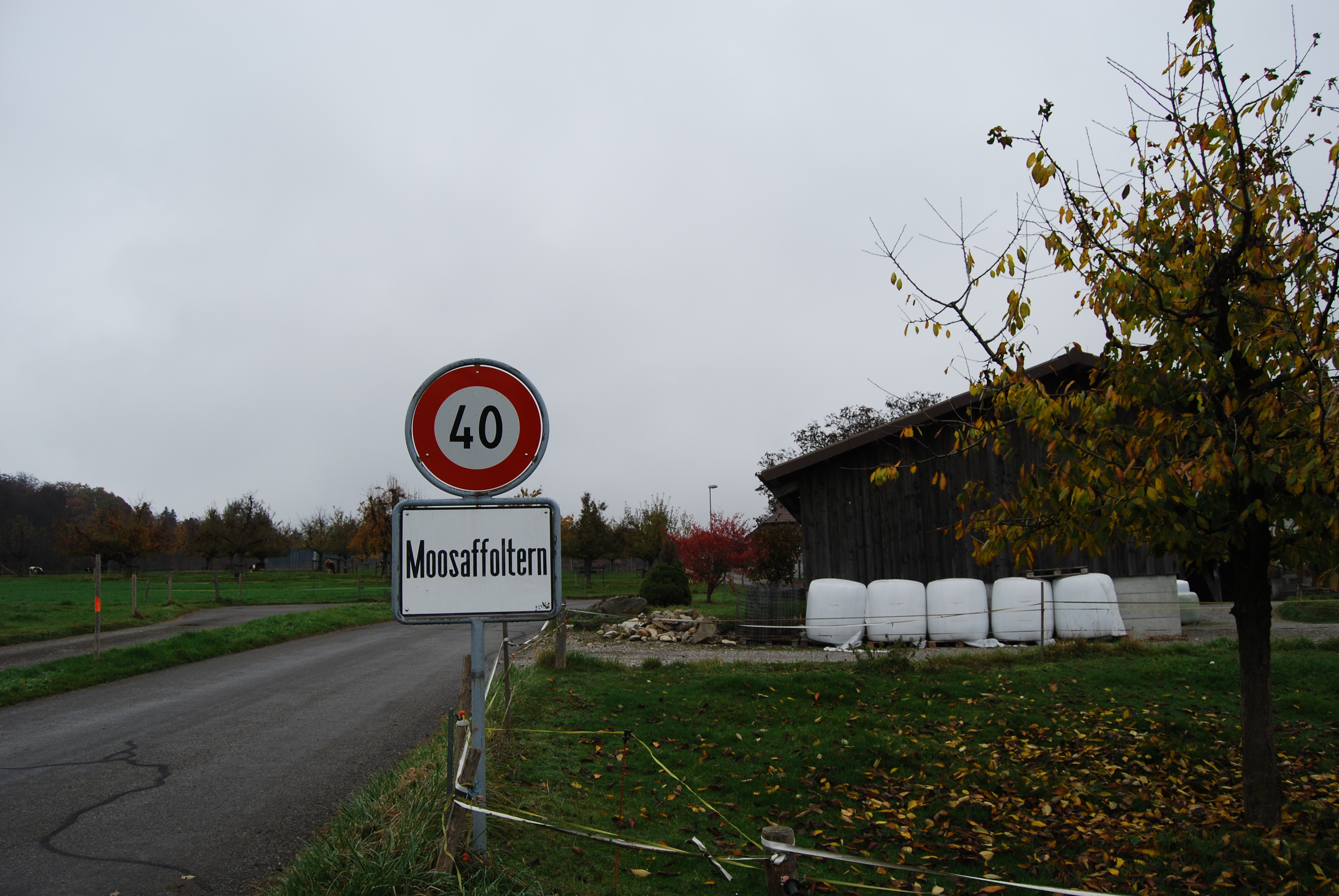
Dorfeingang von Moosaffoltern
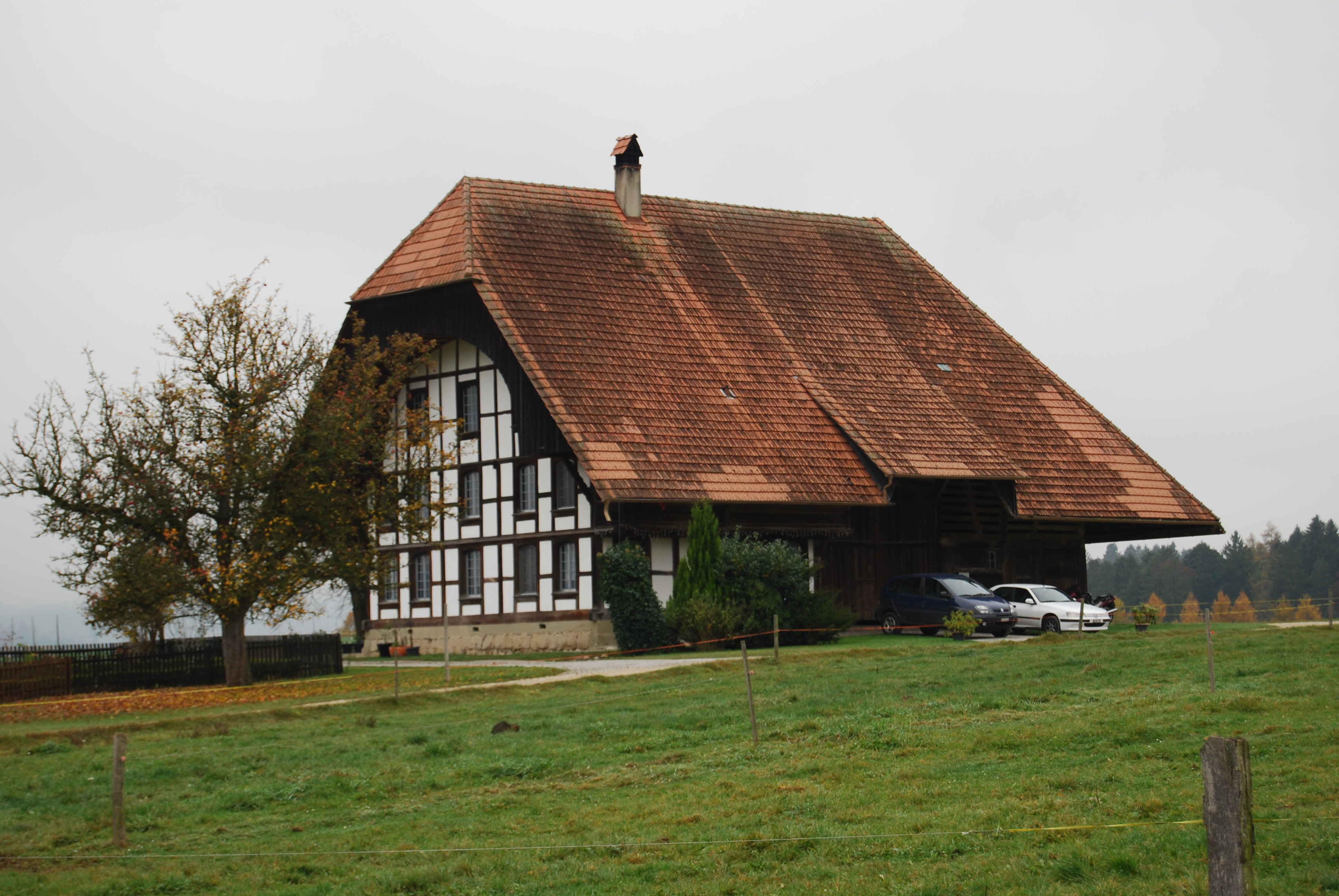
Bauernhaus in Moosaffoltern
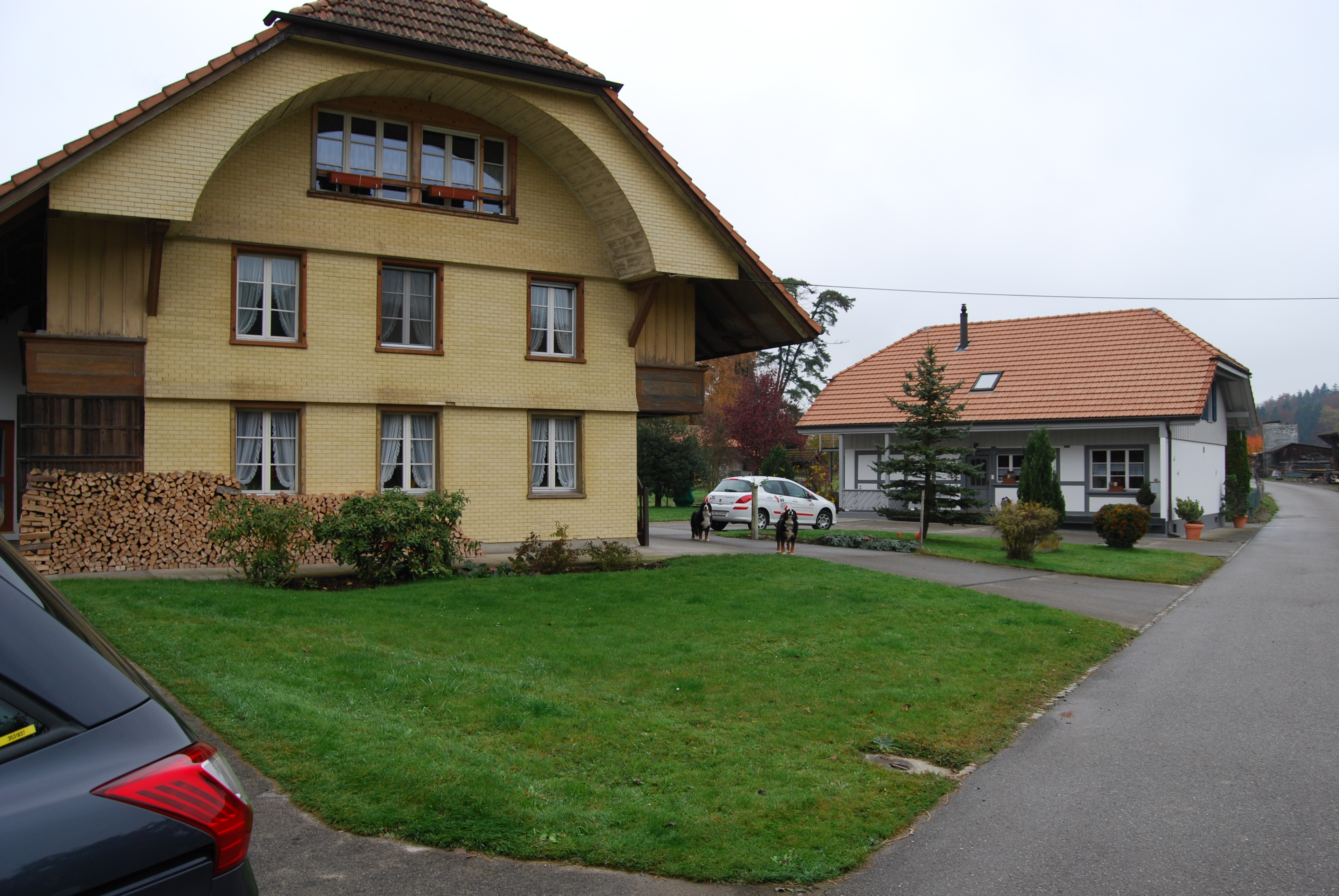
Bauernhaus in Moosaffoltern mit Hofhunden
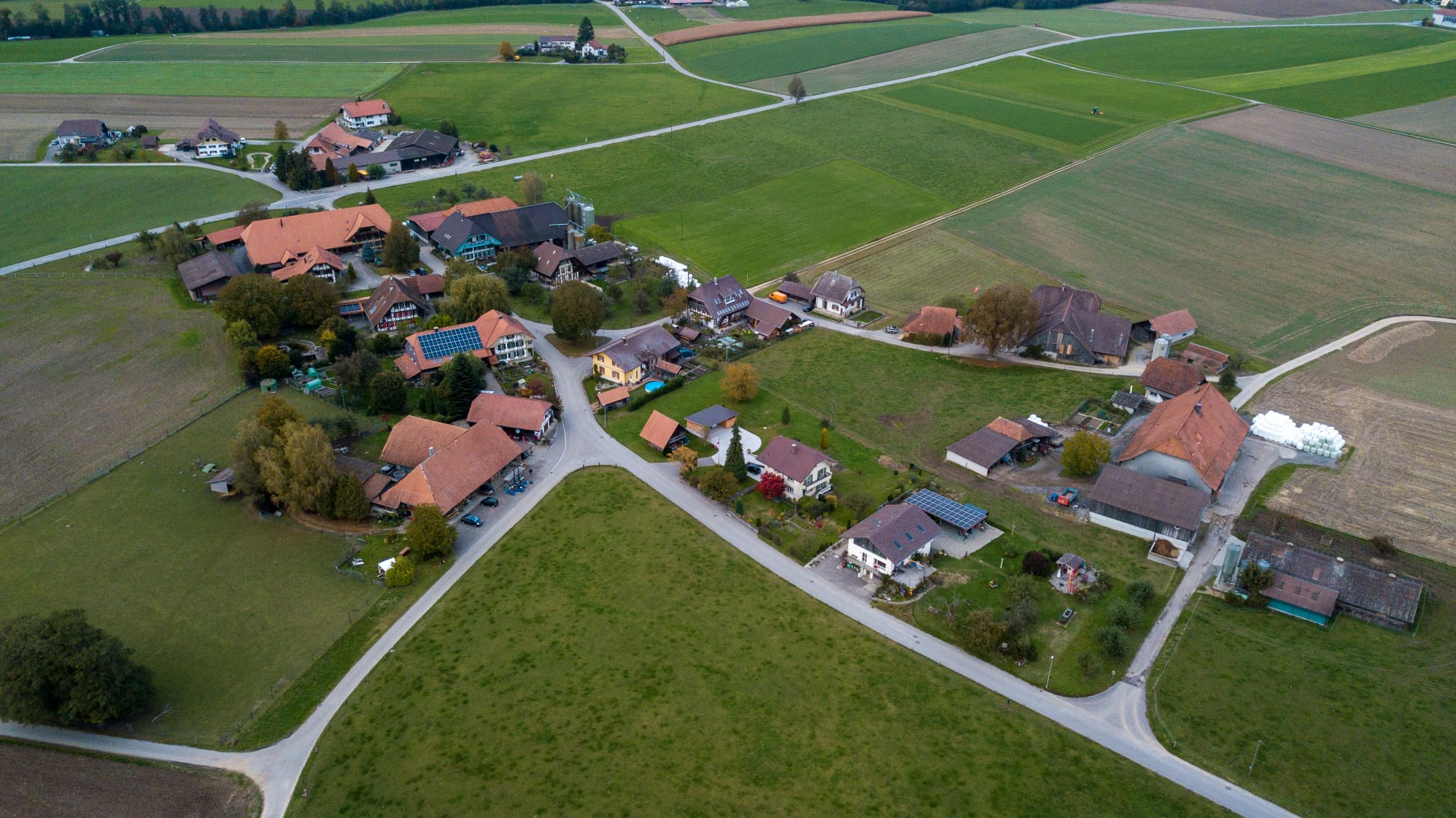
Ortschaft Wierezwil im Herbst 2020